# Liste des cours d'eau des Deux-Sèvres
Pour un article plus général, voir Réseau hydrographique des Deux-Sèvres.

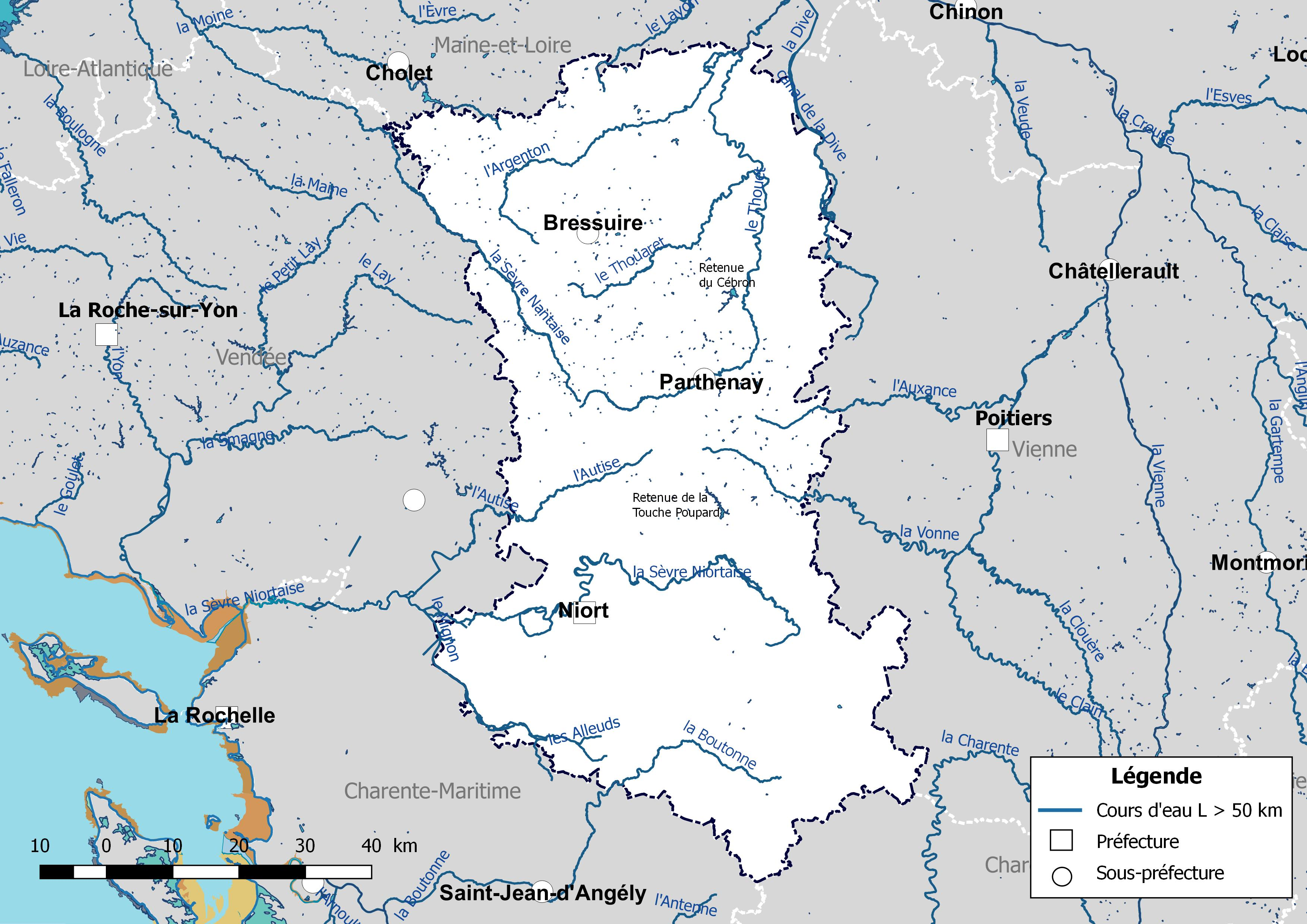
Carte des cours d'eau de longueur supérieure à 50 km des Deux-Sèvres.

La liste des cours d'eau des Deux-Sèvres présente les principaux cours d'eau traversant pour tout ou partie le territoire du département français des Deux-Sèvres dans la région Nouvelle-Aquitaine. Plus de 1 300 cours d'eau sont recensés en 2014 dans le référentiel national BD Carthage sur le territoire départemental, dont 70 cours d'eau naturels et un canal de longueur supérieure à 10 km, correspondant à un linaire de plus de 2 500 km.
Les cours d'eau sont ordonnés selon leur origine naturelle (fleuve, rivières ou ruisseaux) ou artificielle (canaux). Pour chacun d'entre eux sont précisés : sa classe, sa longueur totale, le cours d'eau dans lequel il se jette (confluence), le bassin collecteur auquel il appartient, le nombre de départements et de communes traversés et le nom des communes qu'il irrigue dans le département des Deux-Sèvres.

## Réseau hydrographique des Deux-Sèvres

### Bassins
Les cours d'eau des Deux-Sèvres se répartissent en trois bassins versants : le bassin de la Loire (dans la moitié nord du département et au sud-est), celui de la Charente et celui de la Sèvre Niortaise (au sud).

## Cours d'eau naturels

### Définition

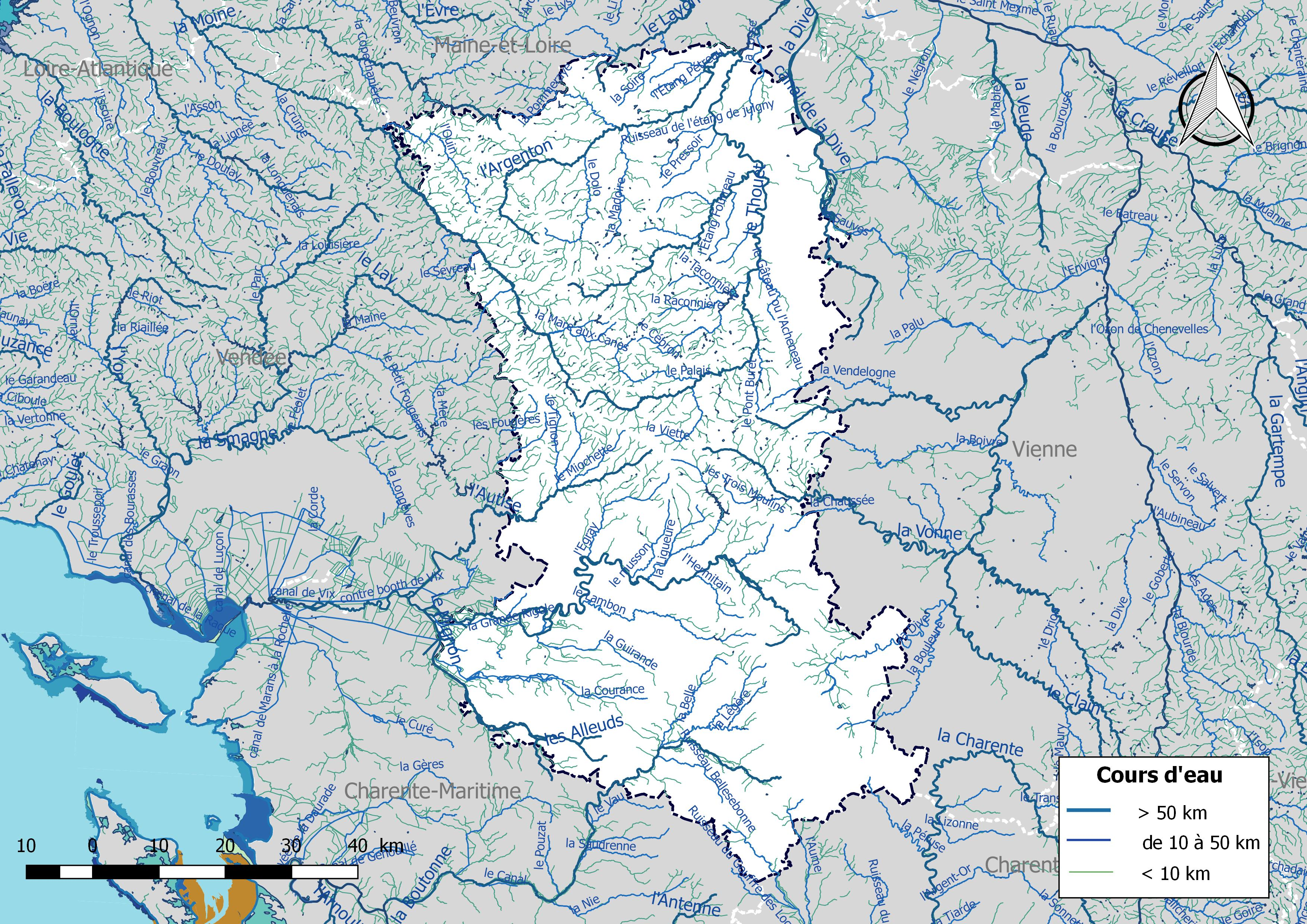
Carte de l'ensemble du réseau hydrographique des Deux-Sèvres.

Jusqu'en 2016, aucun texte législatif ne définissait la notion de cours d’eau. Ce n'est qu'avec la loi du 8 août 2016 pour la reconquête de la biodiversité, de la nature et des paysages que cette lacune est comblée. L'article 118 de cette loi insère un nouvel article L. 215-7-1 dans le code de l'environnement précisant que « constitue un cours d'eau un écoulement d'eaux courantes dans un lit naturel à l'origine, alimenté par une source et présentant un débit suffisant la majeure partie de l'année. L'écoulement peut ne pas être permanent compte tenu des conditions hydrologiques et géologiques locales. ». Ainsi les deux principaux critères retenus sont :
- la présence et la permanence d’un lit naturel à l’origine, ce qui distingue les cours d’eau (artificialisés ou non) des fossés et canaux creusés par la main de l’homme ;
- la permanence d’un débit suffisant une majeure partie de l’année, critère qui doit être évalué en fonction des conditions climatiques et hydrologiques locales.

### Cours d'eau permanents de longueur supérieure ou égale à10km
La base de données Carthage est le référentiel du réseau hydrographique français. Cette base est réalisée à partir de la couche hydrographie de la base de données Carto enrichie par le ministère chargé de l'environnement et les agences de l'eau avec le découpage du territoire en zones hydrographiques d'une part et la codification de ces zones et du réseau hydrographique d'autre part. De cette base, il ressort que le réseau hydrographique des Deux-Sèvres comprend 70 cours d'eau permanents de longueur supérieure à 10 km et dont le cours est en partie ou en totalité dans le département des Deux-Sèvres.
Le référentiel national hiérarchise le réseau en 7 classes selon l'importance décroissante des cours d'eau. Le tableau ci-après regroupe tous les cours d'eau irriguant pour tout ou partie du département et appartenant à l'une des classes 1 à 4. Pour chacune de ces classes les caractéristiques des cours d'eau sont les suivantes : 
- 1 : longueur supérieure à 100 km ou tout cours d’eau se jetant dans une embouchure logique[Note 2] et d'une longueur supérieure à 25 km ;
- 2 : longueur comprise entre 50 et 100 km ou tout cours d’eau se jetant dans une embouchure logique et d’une longueur supérieure à 10 km ;
- 3 : longueur comprise entre 25 et 50 km ;
- 4 : longueur comprise entre 10 et 25 km.

| Nom du cours d'eau            | Classe | Longueur totale en km | Confluence         | Bassin collecteur  | Départements irrigués | Communes irriguées | Communes irriguées | Communes irriguées |
| Nom du cours d'eau            | Classe | Longueur totale en km | Confluence         | Bassin collecteur  | Départements irrigués | Nb total           | Nb ds le dép.      | Communes du département |
| ----------------------------- | ------ | --------------------- | ------------------ | ------------------ | --------------------- | ------------------ | ------------------ | --- |
| Les Alleuds                   | 2      | 11,8                  | le Mignon          | la Sèvre Niortaise | 1 (79)                | 4                  | 4                  | Beauvoir-sur-Niort, Prissé-la-Charrière, Thorigny-sur-le-Mignon, Villiers-en-Bois. |
| Argenton                      | 2      | 71                    | le Thouet          | la Loire           | 2 (49, 79)            | 19                 | 18                 | Argentonnay, Argenton-l'Église, Bouillé-Loretz, Bouillé-Saint-Paul, Bressuire, Argentonnay, Cirières, Combrand, Argentonnay, La Forêt-sur-Sèvre, Massais, Mauzé-Thouarsais, Argentonnay, Nueil-les-Aubiers, Le Pin, Voulmentin, Saint-Martin-de-Sanzay, Voulmentin.                                                                                       |
| Aume                          | 3      | 32,2                  | la Charente        | la Charente        | 2 (16, 79)            | 14                 | 5                  | Ardilleux, Bouin, Hanc, Loubigné, Loubillé. |
| Autise                        | 1      | 67,4                  | la Sèvre Niortaise | la Sèvre Niortaise | 2 (79, 85)            | 20                 | 12                 | Ardin, Béceleuf, La Boissière-en-Gâtine, Coulonges-sur-l'Autize, Cours, Les Groseillers, Pamplie, Saint-Marc-la-Lande, Saint-Pardoux, Saint-Pompain, Surin, Xaintray. |
| Auxance                       | 2      | 61,6                  | le Clain           | la Loire           | 2 (79, 86)            | 10                 | 2                  | Saint-Martin-du-Fouilloux, Vasles. |
| Belle                         | 3      | 24,8                  | la Boutonne        | la Charente        | 1 (79)                | 5                  | 5                  | Celles-sur-Belle, Périgné, Secondigné-sur-Belle, Séligné, Beaussais-Vitré. |
| Ruisseau Bellesebonne         | 4      | 16,2                  | la Boutonne        | la Charente        | 1 (79)                | 6                  | 6                  | Asnières-en-Poitou, Brioux-sur-Boutonne, Juillé, Paizay-le-Chapt, Séligné, Villefollet. |
| Berlande                      | 4      | 10,1                  | la Béronne         | la Charente        | 1 (79)                | 3                  | 3                  | Mazières-sur-Béronne, Paizay-le-Tort, Saint-Génard. |
| Béronne                       | 3      | 29,5                  | la Boutonne        | la Charente        | 1 (79)                | 9                  | 9                  | Mazières-sur-Béronne, Melle, Périgné, Saint-Léger-de-la-Martinière, Saint-Martin-lès-Melle, Saint-Romans-lès-Melle, Secondigné-sur-Belle, Sepvret, Vernoux-sur-Boutonne. |
| Boivre                        | 3      | 46,1                  | le Clain           | la Loire           | 2 (79, 86)            | 9                  | 1                  | Vasles. |
| Bouleure                      | 3      | 37,8                  | la Dive du Sud     | la Loire           | 2 (79, 86)            | 9                  | 2                  | Caunay, Clussais-la-Pommeraie. |
| Boutonne                      | 1      | 98,8                  | la Charente        | la Charente        | 2 (17, 79)            | 41                 | 12                 | Brieuil-sur-Chizé, Brioux-sur-Boutonne, Chef-Boutonne, Chérigné, Chizé, Fontenille-Saint-Martin-d'Entraigues, Lusseray, Séligné, Vernoux-sur-Boutonne, Le Vert, Villefollet, Villiers-sur-Chizé. |
| Cébron                        | 3      | 29,4                  | le Thouet          | la Loire           | 1 (79)                | 12                 | 12                 | Adilly, Amailloux, Châtillon-sur-Thouet, Clessé, Fénery, Gourgé, Lageon, Louin, Saint-Aubin-le-Cloud, Saint-Germain-de-Longue-Chaume, Saint-Loup-Lamairé, Viennay. |
| Cendronne                     | 4      | 10,3                  | le Thouet          | la Loire           | 1 (79)                | 3                  | 3                  | Airvault, Availles-Thouarsais, Tessonnière. |
| Chambon                       | 3      | 36                    | la Sèvre Niortaise | la Sèvre Niortaise | 1 (79)                | 9                  | 9                  | Azay-le-Brûlé, La Crèche, Clavé, Exireuil, François, Saint-Georges-de-Noisné, Saint-Lin, Saivres, Verruyes. |
| Chaussée                      | 4      | 13                    | la Vonne           | la Loire           | 2 (79, 86)            | 4                  | 2                  | Saint-Germier, Soudan. |
| Courance                      | 1      | 38,5                  | le Mignon          | la Sèvre Niortaise | 1 (79)                | 12                 | 12                 | Amuré, Le Bourdet, Brûlain, Épannes, Frontenay-Rohan-Rohan, Granzay-Gript, Juscorps, Marigny, Prin-Deyrançon, Saint-Hilaire-la-Palud, Saint-Romans-des-Champs, Vallans. |
| Ruisseau de la Couture        | 4      | 24,5                  | l'Aume             | la Charente        | 2 (16, 79)            | 9                  | 3                  | Aubigné, Couture-d'Argenson, Villemain. |
| Dive                          | 2      | 73,7                  | le Thouet          | la Loire           | 3 (49, 79, 86)        | 30                 | 7                  | Assais-les-Jumeaux, Brie, Marnes, Oiron, Pas-de-Jeu, Saint-Martin-de-Mâcon, Tourtenay. |
| Dive du Sud                   | 3      | 43,8                  | le Clain           | la Loire           | 2 (79, 86)            | 10                 | 5                  | Lezay, Rom, Saint-Coutant, Sainte-Soline, Vançais. |
| Dolo                          | 4      | 24,5                  | l'Argenton         | la Loire           | 1 (79)                | 5                  | 5                  | Bressuire, Argentonnay, Saint-Aubin-du-Plain, Voulmentin, Voulmentin. |
| Égray                         | 4      | 24,4                  | la Sèvre Niortaise | la Sèvre Niortaise | 1 (79)                | 6                  | 6                  | Champdeniers-Saint-Denis, Germond-Rouvre, Mazières-en-Gâtine, Saint-Maxire, Sainte-Ouenne, Verruyes. |
| Étang Fourreau                | 4      | 13,6                  | le Thouaret        | la Loire           | 1 (79)                | 4                  | 4                  | Airvault, Boussais, Glénay, Saint-Varent. |
| Ruisseau de l'étang de Juigny | 4      | 14,3                  | le Thouet          | la Loire           | 1 (79)                | 5                  | 5                  | Argentonnay, Coulonges-Thouarsais, Mauzé-Thouarsais, Argentonnay, Sainte-Radegonde. |
| Étang Pétreau                 | 4      | 11,7                  | l'Argenton         | la Loire           | 1 (79)                | 4                  | 4                  | Argenton-l'Église, Bouillé-Loretz, Bouillé-Saint-Paul, Cersay. |
| Fenioux                       | 4      | 12,6                  | le Saumort         | la Loire           | 1 (79)                | 3                  | 3                  | Béceleuf, Le Beugnon, Fenioux. |
| les Fougères                  | 4      | 12,2                  | la Vendée          | la Loire           | 2 (79, 85)            | 3                  | 2                  | Le Busseau, Scillé. |
| Rigole de la Garette          | 4      | 11,9                  | la Broue d'Arçais  | la Sèvre Niortaise | 3 (17, 79, 85)        | 5                  | 3                  | Arçais, Saint-Hilaire-la-Palud, Le Vanneau-Irleau. |
| Gâteau                        | 4      | 11,9                  | le Thouet          | la Loire           | 1 (79)                | 6                  | 6                  | Airvault, Assais-les-Jumeaux, Aubigny, Le Chillou, Louin, Saint-Loup-Lamairé. |
| Gaubretière                   | 4      | 11,5                  | le Layon           | la Loire           | 2 (49, 79)            | 4                  | 1                  | Saint Maurice Étusson. |
| Guirande                      | 4      | 21,1                  | la Sèvre Niortaise | la Sèvre Niortaise | 1 (79)                | 5                  | 5                  | Aiffres, Bessines, Frontenay-Rohan-Rohan, Prahecq, Saint-Symphorien. |
| Hermitain                     | 4      | 12,8                  | la Sèvre Niortaise | la Sèvre Niortaise | 1 (79)                | 6                  | 6                  | La Couarde, Prailles, Romans, Saint-Martin-de-Saint-Maixent, Sainte-Néomaye, Souvigné. |
| Hière                         | 4      | 10,6                  | la Sèvre Nantaise  | la Loire           | 2 (79, 85)            | 3                  | 1                  | La Forêt-sur-Sèvre. |
| Joyette                       | 4      | 11,4                  | le Thouaret        | la Loire           | 1 (79)                | 5                  | 5                  | Bressuire, Geay, Luché-Thouarsais, Sainte-Gemme, Saint-Varent. |
| Lambon                        | 3      | 40,8                  | la Sèvre Niortaise | la Sèvre Niortaise | 1 (79)                | 11                 | 11                 | Aigonnay, Beaussais-Vitré, La Crèche, La Couarde, Fressines, Mougon, Niort, Prailles, Thorigné, Beaussais-Vitré, Vouillé. |
| Layon                         | 2      | 89,9                  | la Loire           | la Loire           | 2 (49, 79)            | 24                 | 2                  | Genneton, Saint Maurice Étusson. |
| Légère                        | 4      | 10,5                  | la Berlande        | la Charente        | 1 (79)                | 4                  | 4                  | Paizay-le-Tort, Pouffonds, Saint-Génard, Saint-Léger-de-la-Martinière. |
| Ligueure                      | 4      | 12,5                  | le Chambon         | la Loire           | 1 (79)                | 3                  | 3                  | Augé, Azay-le-Brûlé, Saint-Georges-de-Noisné. |
| Losse                         | 4      | 17                    | le Thouet          | la Loire           | 2 (49, 79)            | 7                  | 4                  | Brion-près-Thouet, Louzy, Saint-Cyr-la-Lande, Saint-Martin-de-Sanzay. |
| Madoire                       | 4      | 24,4                  | l'Argenton         | la Loire           | 1 (79)                | 4                  | 4                  | Argentonnay, Bressuire, Argentonnay, Argentonnay. |
| Magnerolles                   | 4      | 10,6                  | la Sèvre Niortaise | la Sèvre Niortaise | 1 (79)                | 2                  | 2                  | Nanteuil, Soudan. |
| Mare aux Canes                | 4      | 10,8                  | l'Ouine            | la Loire           | 1 (79)                | 6                  | 6                  | La Chapelle-Saint-Laurent, Clessé, Largeasse, Neuvy-Bouin, Pugny, Trayes. |
| Mignon                        | 1      | 41,0                  | la Sèvre Niortaise | la Sèvre Niortaise | 3 (17, 79, 85)        | 14                 | 6                  | Mauzé-sur-le-Mignon, Priaires, Prin-Deyrançon, Saint-Hilaire-la-Palud, Thorigny-sur-le-Mignon, Usseau. |
| Mignonnet                     | 4      | 10,9                  | le Thouaret        | la Loire           | 1 (79)                | 4                  | 4                  | Faye-l'Abbesse, Geay, Glénay, Pierrefitte. |
| Miochette                     | 4      | 14,9                  | l'Autise           | la Loire           | 1 (79)                | 6                  | 6                  | Allonne, Béceleuf, Fenioux, Pamplie, Le Retail, Xaintray. |
| Moine                         | 2      | 68,8                  | la Sèvre Nantaise  | la Loire           | 3 (44, 49, 79)        | 18                 | 2                  | Mauléon, Saint-Pierre-des-Échaubrognes. |
| Musson                        | 4      | 17,2                  | la Sèvre Niortaise | la Sèvre Niortaise | 1 (79)                | 6                  | 6                  | Augé, La Crèche, La Chapelle-Bâton, Cherveux, François, Saint-Gelais. |
| Ouère                         | 3      | 26,5                  | l'Argenton         | la Loire           | 2 (49, 79)            | 6                  | 4                  | Argentonnay, Argentonnay, Saint Maurice Étusson, Saint Maurice Étusson. |
| Ouin                          | 4      | 33,7                  | la Sèvre Nantaise  | la Loire           | 3 (49, 79, 85)        | 5                  | 3                  | Mauléon, Combrand, La Petite-Boissière. |
| Ouine                         | 4      | 10,7                  | la Sèvre Nantaise  | la Loire           | 1 (79)                | 3                  | 3                  | La Chapelle-Saint-Laurent, Largeasse, Pugny. |
| Palais                        | 4      | 24,1                  | le Thouet          | la Loire           | 1 (79)                | 8                  | 8                  | Châtillon-sur-Thouet, Clessé, Fénery, Neuvy-Bouin, Parthenay, Pougne-Hérisson, Saint-Aubin-le-Cloud, Le Tallud. |
| Péruse                        | 4      | 23,9                  | la Charente        | la Charente        | 2 (16, 79)            | 7                  | 1                  | Sauzé-Vaussais. |
| Pommeraye                     | 4      | 10,1                  | l'Ouère            | la Loire           | 2 (49, 79)            | 5                  | 3                  | Mauléon, Saint Maurice Étusson, Nueil-les-Aubiers. |
| Pont Buret                    | 4      | 12,4                  | le Thouet          | la Loire           | 1 (79)                | 4                  | 4                  | Gourgé, Lhoumois, La Peyratte, Saurais. |
| Pressoir                      | 4      | 13,8                  | le Thouet          | la Loire           | 1 (79)                | 5                  | 5                  | Coulonges-Thouarsais, Luché-Thouarsais, Mauzé-Thouarsais, Saint-Jacques-de-Thouars, Sainte-Radegonde. |
| Raconnière                    | 4      | 14                    | le Cébron          | la Loire           | 1 (79)                | 6                  | 6                  | Amailloux, Gourgé, Lageon, Louin, Maisontiers, Saint-Germain-de-Longue-Chaume. |
| Saumort                       | 4      | 18,7                  | l'Autise           | la Sèvre Niortaise | 1 (79)                | 9                  | 9                  | L'Absie, Ardin, Béceleuf, Le Beugnon, La Chapelle-Thireuil, Fenioux, Puihardy, Scillé, Vernoux-en-Gâtine. |
| Sauves                        | 4      | 23,1                  | la Dive            | la Loire           | 2 (79, 86)            | 6                  | 1                  | Marnes. |
| Sèvre Nantaise                | 1      | 141,8                 | la Loire           | la Loire           | 4 (44, 49, 79, 85)    | 44                 | 15                 | L'Absie, Le Beugnon, Le Breuil-Bernard, Cerizay, La Chapelle-Saint-Étienne, Mauléon, La Forêt-sur-Sèvre, Largeasse, Moncoutant, Montravers, Moutiers-sous-Chantemerle, Saint-Amand-sur-Sèvre, Saint-André-sur-Sèvre, Saint-Jouin-de-Milly, Vernoux-en-Gâtine.                                                                                             |
| Sèvre Niortaise               | 1      | 158,4                 | Golfe de Gascogne  | la Sèvre Niortaise | 3 (17, 79, 85)        | 38                 | 25                 | Arçais, Azay-le-Brûlé, La Crèche, Chauray, Chenay, Chey, Coulon, Échiré, Exoudun, François, Magné, La Mothe-Saint-Héray, Nanteuil, Niort, Sainte-Eanne, Saint-Gelais, Saint-Maixent-l'École, Saint-Martin-de-Saint-Maixent, Saint-Maxire, Sainte-Néomaye, Sansais, Sciecq, Sepvret, Souvigné, Le Vanneau-Irleau.                                          |
| Soire                         | 4      | 17,8                  | le Layon           | la Loire           | 2 (49, 79)            | 4                  | 2                  | Cersay, Genneton. |
| Taconnière                    | 4      | 12,5                  | le Cébron          | la Loire           | 1 (79)                | 4                  | 4                  | Amailloux, Gourgé, Louin, Maisontiers. |
| Thouaret                      | 2      | 51,9                  | le Thouet          | la Loire           | 1 (79)                | 10                 | 10                 | Boismé, Boussais, Chanteloup, La Chapelle-Saint-Laurent, Chiché, Faye-l'Abbesse, Glénay, Luzay, Saint-Varent, Taizé. |
| Thouet                        | 1      | 142,5                 | la Loire           | la Loire           | 2 (49, 79)            | 34                 | 24                 | Airvault, Allonne, Argenton-l'Église, Availles-Thouarsais, Azay-sur-Thouet, Le Beugnon, Châtillon-sur-Thouet, Gourgé, Lhoumois, Louin, Missé, Parthenay, La Peyratte, Saint-Généroux, Saint-Jacques-de-Thouars, Saint-Jean-de-Thouars, Saint-Loup-Lamairé, Saint-Martin-de-Sanzay, Sainte-Radegonde, Sainte-Verge, Secondigny, Taizé, Le Tallud, Thouars. |
| Tignon                        | 4      | 13                    | la Vendée          | la Sèvre Niortaise | 2 (79, 85)            | 7                  | 5                  | Le Busseau, La Chapelle-Thireuil, Saint-Laurs, Saint-Maixent-de-Beugné, Scillé. |
| les Trois Moulins             | 4      | 15,8                  | la Vonne           | la Loire           | 1 (79)                | 6                  | 6                  | Chantecorps, Clavé, Coutières, Exireuil, Fomperron, Ménigoute. |
| Vandelogne                    | 3      | 29,4                  | l'Auxance          | la Loire           | 2 (79, 86)            | 7                  | 3                  | La Ferrière-en-Parthenay, Saint-Martin-du-Fouilloux, Saurais. |
| Vieille Lande                 | 4      | 10,6                  | l'Argenton         | la Loire           | 1 (79)                | 2                  | 2                  | Bouillé-Loretz, Cersay. |
| Viette                        | 4      | 16,3                  | le Thouet          | la Loire           | 1 (79)                | 8                  | 8                  | Beaulieu-sous-Parthenay, Mazières-en-Gâtine, Parthenay, Pompaire, Saint-Pardoux, Soutiers, Le Tallud, Vouhé. |
| Vonne                         | 2      | 72,9                  | le Clain           | la Loire           | 2 (79, 86)            | 18                 | 10                 | Beaulieu-sous-Parthenay, Chantecorps, Coutières, Ménigoute, Reffannes, Saint-Lin, Vasles, Vausseroux, Vautebis, Vouhé. |

### Autres cours d'eau
Plus de 1 362 cours d'eau sont recensés en 2014 dans le référentiel national BD Carthage sur le territoire départemental des Deux-Sèvres, y compris les 70 cours d'eau naturels de longueur supérieure à 10 km déjà listés ci-dessus, ainsi que le canal cité ci-dessous.
En lien avec la loi pour la reconquête de la biodiversité, de la nature et des paysages, publiée au Journal officiel du 9 août 2016, définissant la notion de cours d’eau, une instruction du gouvernement du 3 juin 2015 demande aux services d’État de mettre en place une cartographie du réseau hydrographique dans chaque département, afin de permettre aux riverains concernés de distinguer facilement les cours d’eau des fossés, non soumis aux mêmes règles : une intervention sur un cours d’eau allant au-delà de l’entretien courant ne peut en effet se faire que dans le cadre d’une déclaration ou autorisation « loi sur l’eau ». Concernant les Deux-Sèvres, cette cartographie évolutive est progressivement élaborée par les services de l'État. En février 2016, sur près de 6 000 km d'écoulement qu'il convient d'expertiser, 2 507 sont identifiés comme cours d'eau.
Une autre cartographie interactive est disponible sur le SIGORE, le portail cartographique de l'environnement en région Nouvelle-Aquitaine.

## Canaux
Le canal de la Dive est le seul canal traversant le territoire du département en dehors des cours d'eau du Marais Poitevin.
| Nom du cours d'eau          | Classe | Longueur totale en km | Confluence      | Bassin collecteur | Départements irrigués | Communes irriguées | Communes irriguées | Communes irriguées                                                        |
| Nom du cours d'eau          | Classe | Longueur totale en km | Confluence      | Bassin collecteur | Départements irrigués | Nb total           | Nb ds le dép.      | Communes du département                                                   |
| --------------------------- | ------ | --------------------- | --------------- | ----------------- | --------------------- | ------------------ | ------------------ | ------------------------------------------------------------------------- |
| Canal de la Dive            | 1      | 28,4                  | la Dive         | la Loire          | 3 (49, 79, 86)        | 14                 | 1                  | Pas-de-Jeu.                                                               |
| Canal du Mignon             |        | 17                    | Sèvre Niortaise | Sèvre Niortaise   | 2 (79,17)             |                    | 3                  | Mauzé-sur-le-Mignon, Prin-Deyrançon, Saint-Hilaire-la-Palud               |
| Grande Rigole de la Garette |        | 13,7                  | Sèvre Niortaise | Sèvre Niortaise   | 2 (79,17)             |                    | 6                  | Coulon, Magné, Sansais, Le Vanneau-Irleau, Arçais, Saint-Hilaire-la-Palud |
| Rigole de la Rive droite    |        | 10,8                  | Sèvre Niortaise | Sèvre Niortaise   | 2 (79,85)             |                    | 2                  | Coulon, Arçais                                                            |
| Broue d'Arçais              |        | 5,2                   | Sèvre Niortaise | Sèvre Niortaise   | 1 (79)                | 2                  | 2                  | Arçais, Saint-Hilaire-la-Palud                                            |
| Canal de Forges             |        | 4,4                   | Sèvre Niortaise | Sèvre Niortaise   | 1 (79)                | 2                  | 2                  | Arçais, Saint-Hilaire-la-Palud                                            |